# Enrique Orizaola
Enrique Orizaola Velázquez (ur. 26 marca 1922, zm. 10 czerwca 2013) – hiszpański trener katalońskiej drużyny FC Barcelona w roku 1961. Jego poprzednikiem był Ljubiša Broćić, a następcą Lluis Miró.